# Crumomyia roserii
Crumomyia roserii – gatunek muchówki z rodziny Sphaeroceridae i podrodziny Copromyzinae.

## Taksonomia
Gatunek ten opisany został w 1880 roku przez Camillo Róndaniego jako Borborus roserii.

## Wygląd
Muchówka o błyszczącym ciele długości od 2,5 do 3,5 mm. Głowa jej charakteryzuje się brakiem szczecinek zaciemieniowych oraz obecnością na każdym policzku oprócz wibrys jednej długiej dwóch szczecinki. Tułów cechują sternopleury bez opylenia oraz z krótkimi i oddalonymi od siebie włoskami, mezopleury bez poprzecznych pasów, a pteropleury opylone i cienko owłosione. Skrzydła są w pełni wykształcone. Barwa stóp jest głównie brązowa. Środkowa para odnóży ma grzbietową powierzchnię goleni zaopatrzoną w szczecinki dorsalne oraz rząd 3–6 szczecinek anterodorsalych. Tylna para odnóży pozbawiona jest szczecinek anterowentralnych pośrodku goleni. U samca para ta cechuje się ponadto brakiem dużego zęba u nasady uda i długich włosków na pierwszym członie stopy. Przednia i tylna para stóp samca nie ma na spodzie pierwszych członów haczyków.

## Występowanie
Owad znany z Portugalii, Hiszpanii, Irlandii, Wielkiej Brytanii, Francji, Belgii, Holandii, Niemiec, Danii, Szwecji, Norwegii, Szwajcarii, Włoch, Polski, Łotwy, Węgier, Serbii, Czarnogóry, Rumunii, Bułgarii, Grecji, północnoeuropejskiej części Rosji, Cypru i Bliskiego Wschodu.